# Front del Kurdistan Iraquià
Front del Kurdistan Iraquià (Berey Kurdistani Iraq) fou una coalició de moviments kurds organitzada el 7 de maig de 1987 per lluitar contra el règim de Bagdad. Va dirigir l'alçament nacional després de la Guerra del Golf el 1991 i va organitzar les eleccions del 19 de maig de 1992 al Kurdistan Iraquià.
Del 1987 al 1992 formaren part del Front les següents organitzacions: 
- Partit Democràtic del Kurdistan (PDK)
- Unió Patriòtica del Kurdistan (UPK)
- Partit Socialista del Kurdistan Iraquià (KSP/I)
- Partit Democràtic del Poble del Kurdistan (KPDP)
- Aliança Popular del Kurdistan Socialista (PASOK) (abans Partit Socialista Kurd)
- Partit Comunista del Kurdistan, secció del Partit Comunista de l'Iraq

Després de les eleccions del 1992 s'hi van unir: 
- Partit dels Obrers del Kurdistan
- Moviment Democràtic Assiri.

El Front va desaparèixer el 1994 en esclatar la guerra civil.